# Zoubainatou Salihou
Zoubainatou Salihou épouse Bassirou est une femme politique camerounaise née en 1978. Elle est député de la Vina durant la IXe législature de la république du Cameroun. Elle est ensuite sénatrice titulaire à la suite de sa victoire aux élections sénatoriales camerounaises de 2023.

## Biographie
Elle est la petite-fille du Lamido de Banyo. Elle voit le jour en 1978. Elle est la fille aînée de Salihou Hamaoundé, un des militants pionniers du Rassemblement démocratique du peuple camerounais (RDPC) à Bélel dans la région de l'Adamaoua. Elle obtient un baccalauréat A4 au terme de son cursus scolaire. Elle est reçue au concours administratif lancé par la fonction publique pour l'intégration des fonctionnaires du greffe. Étudiante à l'Université de Yaoundé II, elle arrête ses études au niveau Licence à la Faculté des sciences juridiques et politiques. Elle entame une carrière dans le corps de métier judiciaire en 1999.

## Parcours politique

### Engagement politique précoce
Elle s'engage en politique âgée d'à peine 13 ans en 1991. Elle décide de militer pour le RDPC comme son père en dépit de l'animosité que suscite le parti au pouvoir dans la localité à cette période. Elle se forge une expérience politique en remportant plusieurs postes électifs ou associatifs. Elle est élue trésorière générale de l’Union des jeunes parlementaires africains en 2015. Elle devient vice-présidente de la section féminine du RDPC (OFRDPC Vina-Est)  en 2007. Elle est la 2ème adjointe au maire de la commune de Bélel de 2007 à 2013. Elle est élue présidente de l'OFRDPC Vina-Est en 2021. Membre de l'élite locale, les citoyens de sa circonscription attendent beaucoup d'elle.

### Député de la Vina
Au terme de son mandat municipal, elle se lance dans une carrière parlementaire en étant élue député de la Vina le 30 septembre 2013,. Dans la circonscription électorale de la Vina, elle représente le bloc Vina-Est. Elle rentre ainsi dans la liste des députés de la IXe législature de la république du Cameroun. En tant que benjamine des députés, elle est admise comme membre du bureau d'âge de l'Assemblée nationale. En décembre 2018, elle procède à une tournée de compte rendu parlementaire dans sa localité de base en mettant un accent particulier sur la préservation de la santé maternelle et néo-natale. Elle fait un don de matériel médical en promettant de continuer le plaidoyer pour le développement local. Au terme de son mandat municipal en 2020, elle est candidate malheureuse à sa réélection en dépit des contestations du RDPC pour l'annulation du scrutin remporté par l'Union nationale pour la démocratie et le progrès (UNDP) dans le département de la Vina.

### Sénatrice de l'Adamaoua
En 2023, une nouvelle étape apparaît dans son périple politique avec l'opportunité de concourir aux sénatoriales. En effet, elle est choisie pour succéder au sénateur Nana Ismaïla décédé à la deuxième année de son mandat. Investie par son parti, elle compte parmi les 28 sénatrices titulaires RDPC qui remportent les élections sénatoriales camerounaises de 2023,. Grâce à cette victoire, elle participe à l'élaboration des lois comme membre des Sénateurs de la 3ème législature du Cameroun.